# Liber Linteus

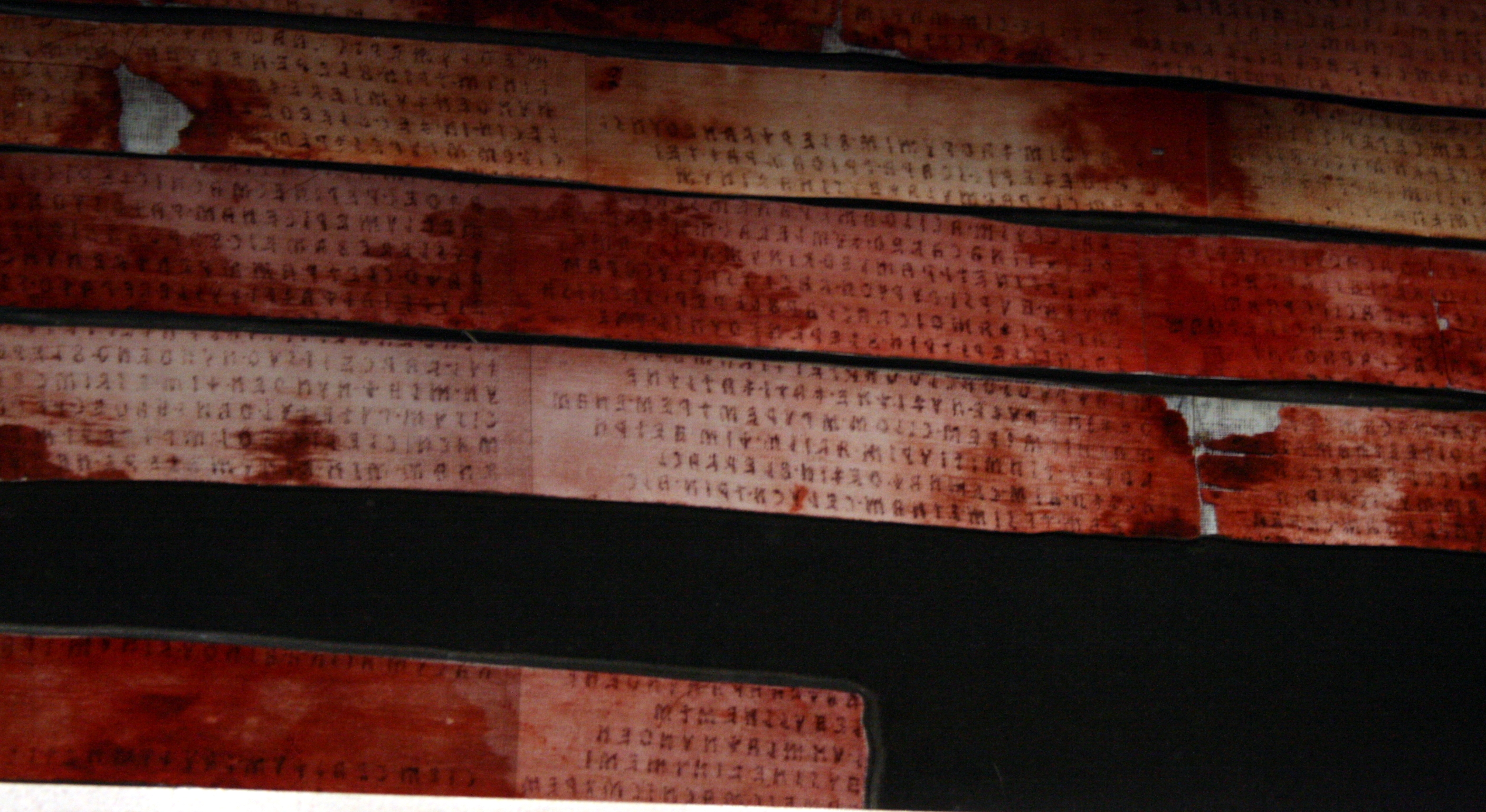
Полотна Льняной книги

Liber Linteus («Льняная книга»), также известная как «Книга Загребской мумии» (лат. Liber Agramensis, TLE 1, ET LL), — книга на этрусском языке, написанная на льняном полотне. Является самой длинной из всех известных надписей на этрусском языке. Большая часть надписи до сих пор не переведена, однако расшифрованные слова позволяют понять, что книга являлась одной из ритуальных книг этрусков, содержащей ритуальные обряды, которые требовалось выполнять в специально установленные для этого праздники.
Книга хранится в Хорватии в Археологическом музее Загреба.

## Открытие

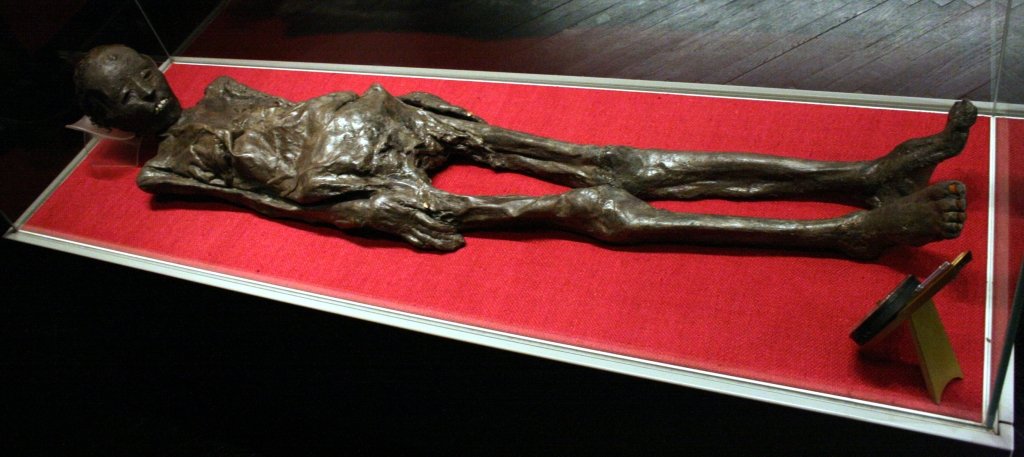
Мумия в Археологическом музее Загреба

В 1848 году младший офицер Венгерской королевской канцелярии Михайло Барич (1791—1859) находился в командировке в ряде стран, в том числе в Египте. Будучи в Александрии, он приобрёл саркофаг с мумией женщины в качестве сувенира из поездки. Мумия была завёрнута в длинные отрезки ткани примерно 14 м длиной и 30 см шириной.
Барич привёз мумию к себе домой в Вену и разместил её в своём кабинете. Посетителям он часто рассказывал, что это тело принадлежало сестре венгерского короля Иштвана I. Льняную ткань, в которую была вначале завёрнута мумия, он поместил отдельно от мумии, так как не представлял значимость надписей на ней.
Мумия оставалась в доме Барича вплоть до его смерти в 1859 году, когда она перешла в наследство его брату Илие, священнику в Славонии. Ему мумия была не нужна, и в 1867 году он подарил её Государственному музею Хорватии, Славонии и Далмации в Загребе (сейчас — археологический музей). В каталоге музея экспонат был описан следующим образом:
Мумия молодой женщины (обёртки сняты), находящаяся в стеклянном ящике и прикреплённая с правой стороны железным прутом. В другом стеклянном ящике содержится перевязочный материал мумии, который полностью покрыт надписями на неизвестном и до сих пор нерасшифрованном языке, представляя выдающееся сокровище Национального музея
В том же году мумию и материал, в который она была завёрнута, изучил немецкий египтолог Генрих Бругш, который заметил текст, однако полагал, что это были египетские иероглифы. Он не занимался дальнейшим изучением текста вплоть до 1877 года, когда после разговора с Ричардом Бёртоном о рунах понял, что текст был написан не на египетском языке. Они осознали потенциальную важность текста, однако посчитали, что он является транслитерацией египетской Книги мёртвых на арабскую письменность.
В 1891 году обёрточный материал мумии был доставлен в Вену, где его изучил эксперт по коптскому языку Якоб Кралл, ожидавший, что текст написан на коптском, ливийском или карийском языке. Он был первым, кто установил, что надписи были сделаны на этрусском языке.

## Происхождение
Указанные в книге местные боги позволяют сузить предполагаемое место создания Liber Linteus до небольшой территории на юго-востоке Тосканы у озера Тразимено, где были расположены четыре крупных этрусских города (современные Ареццо, Перуджа, Кьюзи и Кортона). Вероятнее всего в одном из этих мест находился храм, где была изготовлена или использовалась Льняная книга.
Возраст книги неизвестен, однако после сравнения с другими найденными этрусскими артефактами учёные определяют приблизительную дату — 250 год до н. э. Манускрипт должен был быть изготовлен до смены этрусского языка латынью и мог быть сделан священнослужителем или образованным человеком, владеющим религиозными знаниями и этрусской письменностью.

## Текст

### Структура
Текст книги разделён по длине на 12 колонок, которые в свою очередь делятся на отрезки по 24 строки, состоящие из 4-7 слов. Большая часть надписей в первых трёх колонках утеряна, ближе к концу книги текст сохранился практически полностью (по всей длине книги утеряна полоса текста). В конце последней колонки отсутствует текст, в то время как её края являются целыми, что показывает, где находится конец книги.
В целом текст состоит из 230 строчек, на которых сохранилось 1200 слов из общего текста, который оценивается примерно в 2500-4000 слов. Для основного текста использовались чёрные чернила, для линий и диакритик — красные.

### Содержание
Liber Linteus представляет собой религиозный календарь, в котором указывалось, какие обряды должны быть совершены, в какой день, в каком месте и в честь какого божества. Также в нём приводятся тексты молитв, которые надо читать во время обрядов. Имена богов, упоминаемых в тексте, иногда можно легко различить (Neθuns, Tin и другие), однако некоторые неизвестны и, вероятно, обозначают коллегии богов.
Даты не всегда ясно обозначены, однако можно узнать названия некоторых месяцев (acale — июнь, celi — сентябрь). Указанные числа, вероятно, идут в возрастающем порядке, например, для celi:
- ciem cealχus — 3 вычтено из 30 (27)
- eslem cealχus — 2 вычтено из 30 (28)
- θunem cealχus — 1 вычтено из 30 (29)[1]

Молитвы, когда их возможно идентифицировать, понимаются хорошо. Наилучшим образом сохранился ритуал Нептуна. Хельмут Рикс предложил следующий перевод первых его строк: «Божество Нептун, это к тебе, о благородный, я обращаюсь в… (далее, возможно, идёт указание места) тремя по три раза подарками в виде молодого вина (которое находится) в sesa, в ramu и в racula соответственно, а также в виде каши, от имени братства cilθ и от нашего (?) сообщества».